# Luffia palmensis
Luffia palmensis is een vlinder uit de familie zakjesdragers (Psychidae). De wetenschappelijke naam van deze soort is voor het eerst geldig gepubliceerd in 2002 door Sobczyk.
De soort komt voor in Europa.